# Список дипломатических миссий Франции

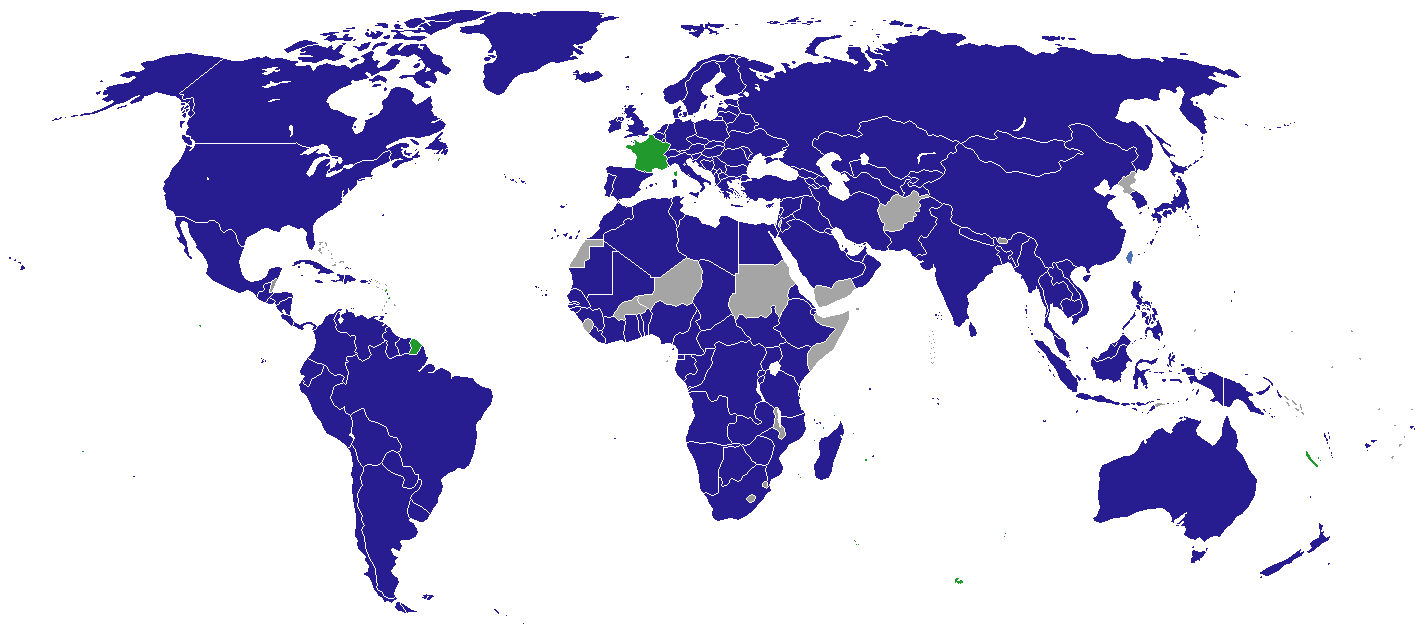

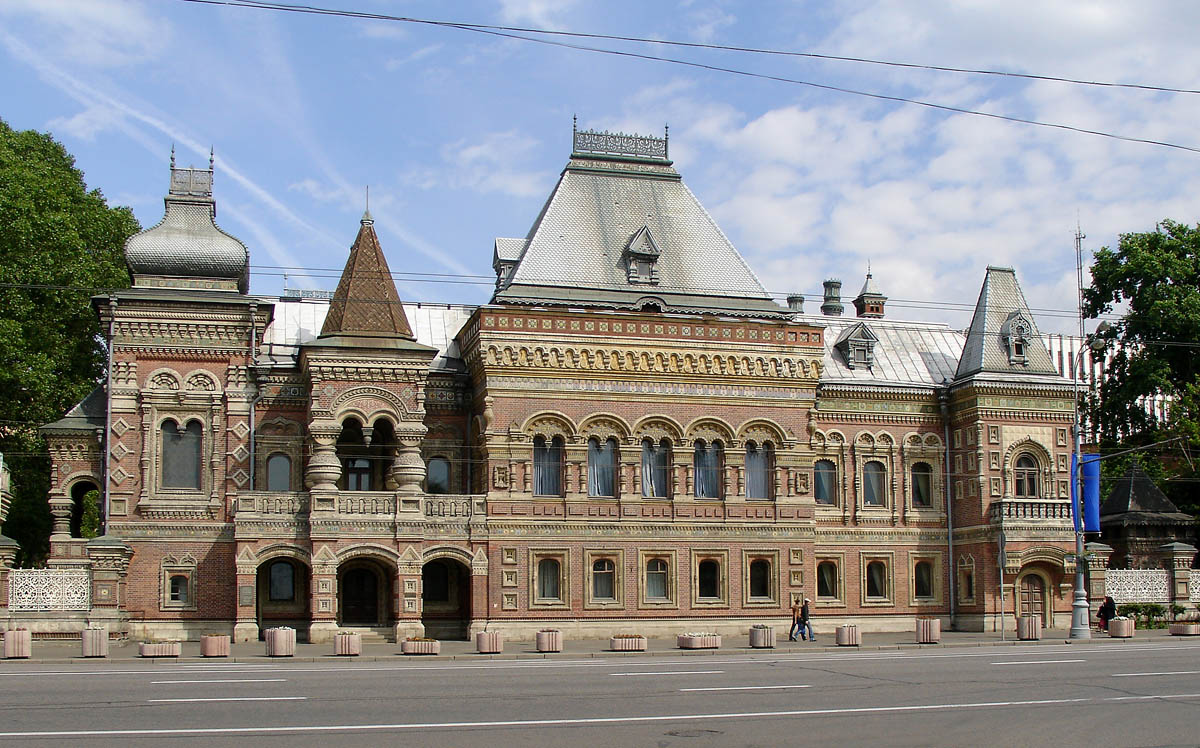
Посольство Франции в Москве

Список дипломатических миссий Франции — первое дипломатические представительство Францией было открыто ещё в 1522 году в Швейцарии, куда король Франциск I направил своё посольство. В настоящее время Франция обладает вторым в мире (после США) количеством дипломатических зарубежных миссий.

## Европа
- Албания, Тирана (посольство)
- Азербайджан, Баку (посольство)
- Андорра (посольство)
- Австрия, Вена (посольство)
- Армения, Ереван (посольство)
- Белоруссия, Минск (посольство)
- Бельгия, Брюссель (посольство)
  - Антверпен (генеральное консульство)
  - Льеж (генеральное консульство)
- Босния и Герцеговина, Сараево (посольство)
- Болгария, София (посольство)
- Хорватия, Загреб (посольство)
- Чехия, Прага (посольство)
- Кипр, Никосия (посольство)
- Дания, Копенгаген (посольство)
- Эстония, Таллин (посольство)
- Финляндия, Хельсинки(посольство)
- Германия, Берлин (посольство)
  - Дюссельдорф (генеральное консульство)
  - Франкфурт-на-Майне (генеральное консульство)
  - Гамбург (генеральное консульство)
  - Мюнхен (генеральное консульство)
  - Саарбрюккен (генеральное консульство)
  - Штутгарт (генеральное консульство)
- Греция, Афины (посольство)
  - Салоники (генеральное консульство)
- Грузия, Тбилиси (посольство)
- Ватикан (посольство)
- Венгрия, Будапешт (посольство)
- Исландия, Рейкьявик (посольство)
- Ирландия, Дублин (посольство)
- Италия, Рим (посольство)
  - Милан (генеральное консульство)
  - Неаполь (генеральное консульство)
  - Турин (генеральное консульство)
  - Генуя (консульство)
- Косова, Приштина (посольство)
- Латвия, Рига (посольство)
- Литва, Вильнюс (посольство)
- Люксембург, Люксембург (посольство)
- Македония, Скопье (посольство)
- Мальта, Валлетта (посольство)
- Молдова, Кишинёв (посольство)
- Монако (посольство)
- Черногория, Подгорица (посольство)
- Нидерланды, Гаага (посольство)
  - Амстердам (генеральное консульство)
- Норвегия, Осло (посольство)
- Польша, Варшава (посольство)
  - Краков (генеральное консульство)
- Португалия, Лиссабон (посольство)
  - Опорто (генеральное консульство)
- Румыния, Бухарест (посольство)
- Россия, Москва (посольство)
  - Санкт-Петербург (генеральное консульство)
  - Екатеринбург (генеральное консульство)
- Сербия, Белград (посольство)
- Словакия, Братислава (посольство)
- Словения, Любляна (посольство)
- Испания, Мадрид (посольство)
  - Барселона (генеральное консульство)
  - Бильбао (генеральное консульство)
  - Севилья (генеральное консульство)
  - Аликанте (генеральное консульство)
  - Малага (консульство)
- Швеция, Стокгольм (посольство)
- Швейцария, Берн (посольство)
  - Женева (генеральное консульство)
  - Цюрих (генеральное консульство)
- Украина, Киев (посольство)
- Великобритания, Лондон (посольство)
  - Эдинбург (генеральное консульство)

## Северная Америка
- Канада, Оттава (посольство)
  - Монреаль (генеральное консульство)
  - Квебек (генеральное консульство)
  - Торонто (генеральное консульство)
  - Ванкувер (генеральное консульство)
  - Монктон (консульство)
- Коста-Рика, Сан-Хосе (посольство)
- Куба, Гавана (посольство)
- Доминиканская республика, Санто-Доминго (посольство)
- Сальвадор, Сан-Сальвадор (посольство)
- Гватемала, Гватемала (посольство)
- Гаити, Порт-о-Пренс (посольство)
- Гондурас, Тегусигальпа (посольство)
- Ямайка, Кингстон (посольство)
- Мексика, Мехико (посольство)
- Никарагуа, Манагуа (посольство)
- Панама, Панама (посольство)
- Сент-Люсия, Кастри (посольство)
- Тринидад и Тобаго, Порт-оф-Спейн (посольство)
- США, Вашингтон (посольство)
  - Атланта (генеральное консульство)
  - Бостон (генеральное консульство)
  - Чикаго (генеральное консульство)
  - Хьюстон (генеральное консульство)
  - Лос-Анджелес (генеральное консульство)
  - Майями (генеральное консульство)
  - Новый Орлеан (генеральное консульство)
  - Нью-Йорк (генеральное консульство)
  - Филадельфия (генеральное консульство)
  - Сан-Франциско (генеральное консульство)

## Южная Америка
- Аргентина, Буэнос-Айрес (посольство)
- Боливия, Ла-Пас (посольство)
- Бразилия, Бразилиа (посольство)
  - Рио-де-Жанейро (генеральное консульство)
  - Сан-Паулу (генеральное консульство)
  - Ресифи (консульство)
- Чили, Сантьяго (посольство)
- Колумбия, Богота (посольство)
- Эквадор, Кито (посольство)
- Парагвай, Асунсьон (посольство)
- Перу, Лима (посольство)
- Суринам, Парамарибо (посольство)
- Уругвай, Монтевидео (посольство)
- Венесуэла, Каракас (посольство)

## Африка
- Алжир, Эль-Джазаир (посольство)
  - Аннаба (генеральное консульство)
  - Оран (генеральное консульство)
- Ангола, Луанда (посольство)
- Бенин, Котону (посольство)
- Ботсвана, Габороне (посольство)
- Буркина-Фасо, Уагадугу (посольство)
- Бурунди, Бужумбура (посольство)
- Камерун, Яунде (посольство)
  - Дуала (генеральное консульство)
  - Гаруа (консульство)
- Кабо Верде, Прая (посольство)
- Центральноафриканская республика, Банги (посольство)
- Чад, Нджамена (посольство)
- Коморские острова, Морони (посольство)
- Республика Конго, Браззавиль (посольство)
  - Пуэнт-Нуар (генеральное консульство)
- Демократическfy Республикf Конго, Киншаса (посольство)
- Кот д’Ивуар Абиджан (посольство)
- Джибути, Джибути (посольство)
- Египет, Каир (посольство)
  - Александрия (генеральное консульство)
- Экваториальная Гвинея, Малабо (посольство)
- Эритрея, Асмара (посольство)
- Эфиопия, Аддис-Абеба (посольство)
- Габон, Либревиль (посольство)
  - Порт-Жентиль (генеральное консульство)
- Гана, Аккра (посольство)
- Гвинея, Конакри (посольство)
- Гвинея-Бисау, Бисау (посольство)
- Кения, Найроби (посольство)
- Ливия, Триполи (посольство)
- Мадагаскар, Антананариву (посольство)
  - Анциранана (консульство)
  - Махадзанга (консульство)
  - Туамасина (консульство)
- Мали, Бамако (посольство)
- Мавритания, Нуакшот (посольство)
- Маврикий, Порт-Луи (посольство)
- Марокко, Рабат (посольство)
  - Агадир ((генеральное консульство)
  - Касабланка (генеральное консульство)
  - Фес (генеральное консульство)
  - Марракеш (генеральное консульство)
  - Танжер (генеральное консульство)
- Мозамбик, Мапуту (посольство)
- Намибия, Виндхук (посольство)
- Нигер, Ниамей (посольство)
- Нигерия, Абуджа (посольство)
  - Лагос (генеральное консульство)
- Руанда, Кигали (посольство)
- Сенегал, Дакар (посольство)
  - Сен-Луи  (генеральное консульство)
- Сейшельские острова, Виктория (посольство)
- ЮАР, Претория (посольство)
  - Кейптаун (генеральное консульство)
  - Иоханнесбург (генеральное консульство)
- Южный Судан, Джуба (посольство)
- Судан, Хартум (посольство)
- Танзания, Дар-эс-Салам (посольство)
- Тунис, Тунис (посольство)
- Того, Ломе (посольство)
- Уганда, Кампала (посольство)
- Замбия, Лусака (посольство)
- Зимбабве, Хараре (посольство)

## Азия
- Афганистан, Кабул (посольство)
- Бахрейн, Манама (посольство)
- Бангладеш, Дакка (посольство)
- Бруней, Бандар-Сери-Бегаван (посольство)
- Мьянма, Янгон (посольство)
- Камбоджа, Пном-Пень (посольство)
- Китай, Пекин (посольство)
  - Чэнду (генеральное консульство)
  - Гуанчжоу (генеральное консульство)
  - Гонконг (генеральное консульство)
  - Шанхай (генеральное консульство)
  - Ухань (генеральное консульство)
- Индия, Нью-Дели (посольство)
  - Бангалор (генеральное консульство)
  - Калькутта (генеральное консульство)
  - Мумбай (генеральное консульство)
  - Пондишери (генеральное консульство)
- Индонезия, Джакарта (Embassy)
- Иран, Тегеран (посольство)
- Ирак, Багдад (посольство)
- Израиль, Тель-Авив (посольство)
  - Иерусалим (генеральное консульство)
  - Хайфа (консульство)
- Япония, Токио (посольство)
  - Киото (генеральное консульство)
- Иордания, Амман (посольство)
- Казахстан, Алматы (посольство)
- Южная Корея, Сеул (посольство)
- Киргизия, Бишкек (посольство)
- Кувейт, Эль-Кувейт (посольство)
- Лаос, Вьентьян (посольство)
- Ливан, Бейрут (посольство)
- Малайзия, Куала-Лумпур (посольство)
- Монголия, Улан-Батор (посольство)
- Непал, Катманду (посольство)
- Оман, Маскат (посольство)
- Пакистан, Исламабад (посольство)
  - Карачи (генеральное консульство)
- Филиппины, Манила (посольство)
- Катар, Доха (посольство)
- Саудовская Аравия, Эр-Рияд (посольство)
  - Джидда (генеральное консульство)
- Сингапур (посольство)
- Шри-Ланка, Коломбо (посольство)
- Сирия, Дамаск (посольство)
  - Алеппо (консульство)
- Тайвань, Тайбэй (Французский институт в Тайбэе)
- Таджикистан, Душанбе (посольство)
- Таиланд, Бангкок (посольство)
- Турция, Анкара (посольство)
  - Стамбул (генеральное консульство)
- Туркменистан, Ашхабад (посольство)
- ОАЭ, Абу-Даби (посольство)
  - Дубай (генеральное консульство)
- Йемен, Сана (посольство)
- Узбекистан, Ташкент (посольство)
- Вьетнам, Ханой (посольство)
  - Сайгон (генеральное консульство)

## Океания
- Австралия, Канберра (посольство)
  - Сидней (генеральное консульство)
- Фиджи, Сува (посольство)
- Новая Зеландия, Веллингтон (посольство)
- Папуа-Новая Гвинея, Порт-Морсби (посольство)
- Вануату, Порт-Вила (посольство)

## Международные организации
- - Аддис-Абеба (делегация при ОАЕ)
  - Бангкок (постоянная миссия при Социально-экономической комиссии ООН для Азии и Тихоокеанского региона)
  - Брюссель (постоянная миссия при ЕС)
  - Брюссель (постоянная миссия при НАТО)
  - Женева (постоянная миссия при ООН)
  - Женева (постоянная миссия при Конференции по разоружению)
  - Женева (постоянная миссия при ВТО)
  - Лондон (постоянная миссия при Международной морской организации)
  - Монреаль (представительство при ICAO)
  - Найроби (постоянная миссия при ООН)
  - Нумеа (постоянная миссия при Южно-тихоокеанской комиссии)
  - Нью-Йорк (постоянная миссия при ООН)
  - Париж (постоянная миссия при ЮНЕСКО)
  - Рим (делегация при ФАО)
  - Страсбург (постоянная миссия при Совете Европы)
  - Гаага (постоянная миссия при Организации по запрещению химического оружия))
  - Вена (постоянная миссия при учреждениях ООН)
  - Вашингтон (постоянная миссия при ОАГ)
  - Вашингтон (постоянная миссия при экономической комиссии по странам Латинской Америки и Карибского бассейна)
  - Вашингтон (делегация при МВФ)
  - Вашингтон (делегация при Международном банке реконструкции и развития)